# Błażkowa (województwo dolnośląskie)
Błażkowa (niem. Blasdorf bei Liebau in Schlesien) – wieś w Polsce, położona w województwie dolnośląskim, w powiecie kamiennogórskim, w gminie Lubawka

## Położenie
Wieś leży w Bramie Lubawskiej, u podnóża Gór Kruczych (Góry Kamienne) w Sudetach Środkowych w dolinie Bobru, na wysokości 470 m n.p.m..

## Historia
Pierwotnie na tym terenie funkcjonowały dwie sąsiednie, odrębne wsie: Ober Blasdorf (do sekularyzacji w 1810 r. własność klasztoru cystersów w Krzeszowie) oraz Nieder Blasdorf. Połączone w jeden organizm w 1928 r. utworzyły Blasdorf bei Liebau, nazwaną tak dla odróżnienia od niedaleko położonej wsi Blasdorf bei Schömberg (dzisiejszy Błażejów).
12 listopada 1946 nadano miejscowości polską nazwę Błażkowa. W latach 1946–1954 miejscowość była siedzibą gminy Błażkowa. W latach 1954–1972 wieś należała i była siedzibą władz gromady Błażkowa. W latach 1975–1998 miejscowość należała administracyjnie do województwa jeleniogórskiego.

## Demografia
W 1933 r. w miejscowości mieszkało 460 osób, a w 1939 r. – 448 osób.

## Zabytki
- kapliczka domkowa z 1878 roku
- dwór (nr 43) z 3. ćwierci XIX wieku, przebudowany na przełomie XIX i XX wieku
- słup graniczny dzielący wieś na dolną i górną z 1577 r[5]

## Religia

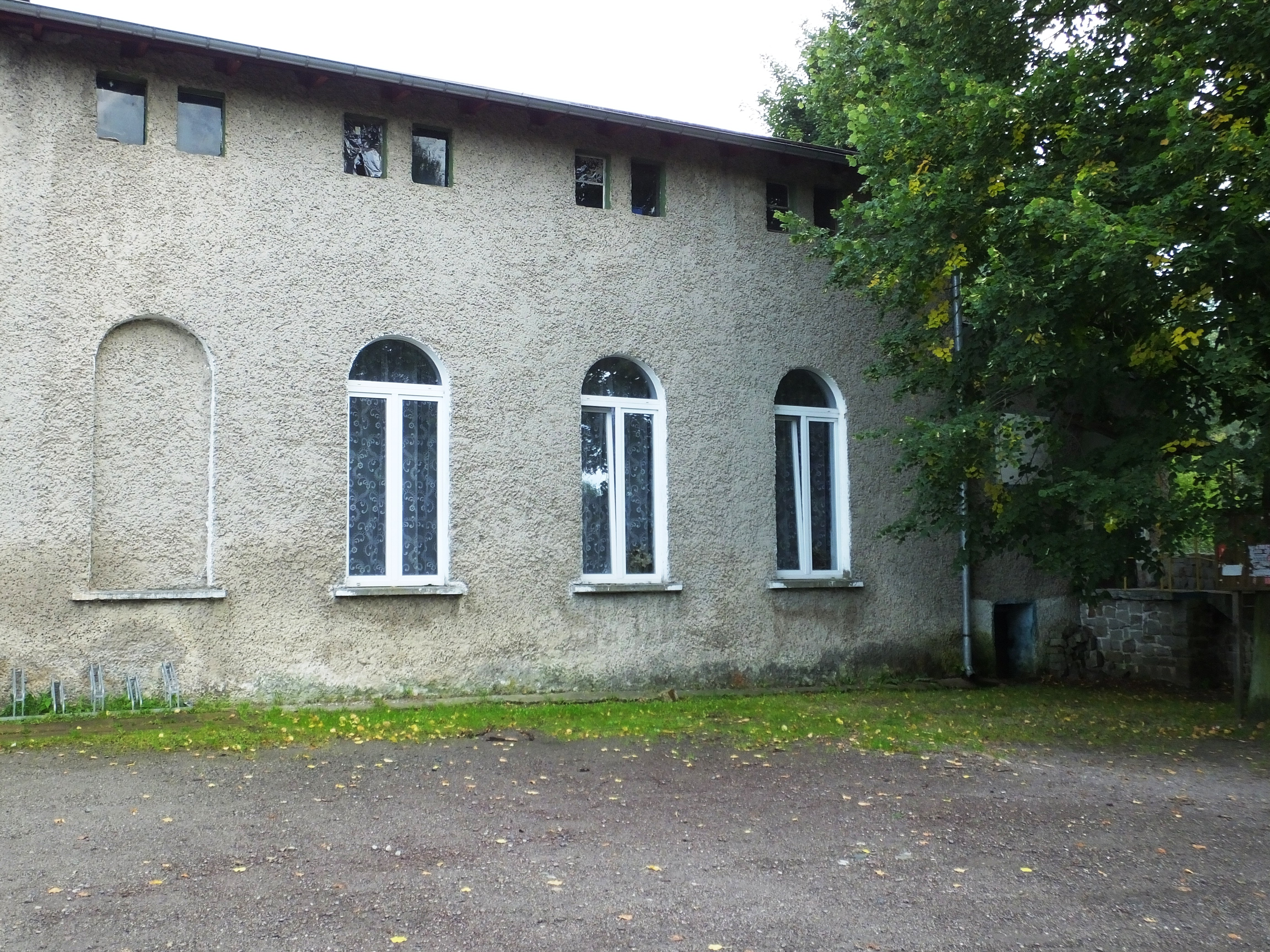
Świetlica Wiejska w Błażkowej

W miejscowości znajduje się rzymskokatolicka kaplica bez wezwania, jedna z filii parafii p.w. Wniebowzięcia NMP w Lubawce. Urządzona została w pomieszczeniach wiejskiej świetlicy, a jej wyposażenie jest współczesne. 